# 建材試験センター
一般財団法人建材試験センター（いっぱんざいだんほうじんけんざいしけんセンター）は、第三者適合性証明機関として建材並びに建築及び土木に関する試験、認証、評価などを主に行う一般財団法人。略称でJTCCM。

## 概要
- 所在：東京都中央区日本橋堀留町2丁目8番4号 日本橋コアビル
- 設立：1963年8月15日

## 沿革
- 1963年 発足・本部事務局開設
- 1966年 草加試験場（埼玉県草加市）業務開始
- 1974年 中国試験所（山口県山陽町）開設
- 1979年 東京都／建築工事標準仕様書による試験検査機関に指定
- 1982年 住宅金融公庫の内部火災に対する耐火性能試験機関となる
- 1998年 ISO審査本部（東京都中央区）開設
- 2005年 製品認証事業開始
- 2012年 一般財団法人へ移行

## 事業
- 試験事業
- 性能評価事業
- 製品認証事業
- マネジメントシステム認証事業
- 調査研究事業